# Хиггинсон, Эндрю
Э́ндрю Хи́ггинсон (англ. Andrew Higginson; род. 13 сентября 1977, Чешир, Англия) — английский профессиональный игрок в снукер.

## Карьера
Стал профессионалом в 1995 году. Впервые попал в мэйн-тур в 2001, после того, как финишировал третьим в челлендже. Долгое время англичанин не показывал значительных результатов, и поэтому в 2005 году снова понизился в классе. Вернул Эндрю себе место в мэйн-туре через год. Следующий же сезон стал для Хиггинсона самым лучшим — он квалифицировался на большинство соревнований и достиг стадии 1/8 финала на Malta Cup. Но самым главным было то, что он занял второе место на Welsh Open. По пути к финалу Эндрю сумел выбить из борьбы таких грандов, как Джон Хиггинс и Стивен Магуайр. Он также набрал 147 очков в матче с Алистером Картером. В решающей встрече 29-летнему англичанину противостоял австралиец Нил Робертсон. Матч выдался драматичным — Робертсон к концу первой сессии вёл со счётом 6:2, но затем Эндрю перехватил инициативу и в свою очередь выиграл шесть фреймов кряду. Нил висел на волоске, и, возможно, только волнение Хиггинсона спасло его от поражения. В напряжённейшей концовке австралиец вырвал победу и оставил Эндрю без титула чемпиона. Тем не менее, англичанин завершил сезон под рекордным 44-м номером. 
Сезон 2007/08 Хиггинсон провёл не столь сильно — он лишь один раз квалифицировался на рейтинговый турнир (Welsh Open), но и там проиграл уже в 1/16-й Стивену Ли, 3:5. И только благодаря успехам предыдущего сезона Эндрю поднялся в рейтинге до 38-го места.
По результатам сезона 2009/10 Хиггинсон впервые за свою карьеру попал в топ-32 мирового рейтинга.

## Достижения в карьере
- Players Tour Championship 2011/2012 — Этап 5 победитель — 2011
- Welsh Open финалист — 2007
- Malta Cup 1/8 финала — 2007

## Финалы турниров

### Финалы Рейтинговых турниров: 1 (0 побед, 1 поражение)
| Результат | №  | Год  | Турнир                    | Соперник по финалу | Счёт |
| --------- | -- | ---- | ------------------------- | ------------------ | ---- |
| Финалист  | 1. | 2007 | Открытый чемпионат Уэльса | Нил Робертсон      | 8–9  |

### Финалы низкорейтинговых турниров: 1 (1 победа, 0 поражение)
| Результат | №  | Год  | Турнир                             | Соперник по финалу | Счёт |
| --------- | -- | ---- | ---------------------------------- | ------------------ | ---- |
| Чемпион   | 1. | 2011 | Players Tour Championship — Этап 5 | Джон Хиггинс       | 4–1  |

### Финалы не рейтинговых турниров: 2 (1 победа, 1 поражение)
| Результат | №  | Год  | Турнир             | Соперник по финалу | Счёт |
| --------- | -- | ---- | ------------------ | ------------------ | ---- |
| Чемпион   | 1. | 1999 | UK Tour - Турнир 2 | Скотт Маккензи     | 6–3  |
| Финалист  | 1. | 2012 | HK Spring Trophy   | Марк Селби         | 1–6  |